# Supercopa de los Países Bajos 2011
La Supercopa de los Países Bajos 2011 (Johan Cruijff Schaal 2011 en neerlandés) fue la 22.ª edición de la Supercopa de los Países Bajos. El partido se jugó el 30 de julio de 2011 en el Amsterdam Arena entre el Ajax de Ámsterdam, campeón de la Eredivisie 2010-11 y el Twente, campeón de la KNVB Beker 2010-11. Twente ganó por 2-1 en el Amsterdam Arena frente a 45.000 espectadores.
| Ajax de Ámsterdam |  | Bandera de los Países Bajos |  | Campeón de la Eredivisie 2010-11               |
| Twente            |  | Bandera de los Países Bajos |  | Campeón de la Copa de los Países Bajos 2010-11 |

## Partido
| 30 de julio de 2011, 18:00 | Twente                      | 2:1 (1:0) | Ajax de Ámsterdam | Amsterdam Arena, Ámsterdam                                 |                                                            |
|                            | Janko 21' (pen.) · Ruiz 68' | Reporte   | 54' Alderweireld  | Asistencia: 45.000 espectadores Árbitro(s): Pol van Boekel | Asistencia: 45.000 espectadores Árbitro(s): Pol van Boekel |

|                           |
| Campeón Twente 2.º título |